# Ciência da moralidade
Ciência da moralidade pode se referir a diversas visões éticas naturalistas. Na metaética, o naturalismo ético baseia a moralidade em um entendimento racional e empírico do mundo natural. Essa posição vem se tornando cada vez mais popular entre filósofos nas últimas três décadas. 